# حروب التشفير
أجرت الولايات المتحدة وحكومات حليفة محاولات، أُطلق عليها اسم "حروب التشفير" بشكل غير رسمي، للحد من وصول العامة والدول الأجنبية إلى التشفير القوي بما يكفي لإحباط فك التشفير من قبل وكالات الاستخبارات الوطنية، ولا سيما وكالة الأمن القومي (NSA).

## تصدير التشفير من الولايات المتحدة

### حقبة الحرب الباردة
في الأيام الأولى من الحرب الباردة، وضعت الولايات المتحدة وحلفاؤها سلسلة معقدة من اللوائح الخاصة بالتحكم في الصادرات لمنع وقوع مجموعة واسعة من التكنولوجيا الغربية في أيدي أطراف أخرى، خصوصًا الكتلة الشرقية. كانت كل صادرات التكنولوجيا المصنفة كـ"حرجة" تتطلب ترخيصًا. تم إنشاء كوكم لتنسيق الضوابط الغربية على التصدير.
تم حماية نوعين من التكنولوجيا: التكنولوجيا المرتبطة فقط بالأسلحة الحربية ("الذخائر")، والتكنولوجيا ذات الاستخدام المزدوج، والتي لها أيضًا تطبيقات تجارية. في الولايات المتحدة، كانت صادرات التكنولوجيا ذات الاستخدام المزدوج تحت إشراف وزارة التجارة، في حين كانت الذخائر تحت إشراف وزارة الخارجية. ونظرًا لأن سوق التشفير بعد الحرب العالمية الثانية كان شبه عسكري بالكامل، فقد تم تضمين تقنيات التشفير (التقنيات والمعدات، ولاحقًا البرامج بعد أن أصبحت الحواسيب مهمة) ضمن الفئة XIII في قائمة الذخائر الأمريكية. كان التحكم متعدد الجنسيات في تصدير التشفير من الجانب الغربي من الحرب الباردة يتم من خلال آليات كوكم.
بحلول الستينيات، بدأت المؤسسات المالية تتطلب تشفير تجاري قوي مع نمو مجال تحويل الأموال عبر الأسلاك. أدى تقديم الحكومة الأمريكية لمعيار تشفير البيانات عام 1975 إلى جعل استخدام التشفير عالي الجودة شائعًا تجاريًا، وبدأت تظهر مشكلات جدية في التحكم بالتصدير. عُولجت هذه المسائل عادة من خلال إجراءات طلبات تراخيص تصدير فردية من قبل مصنعي الحواسيب، مثل آي‌ بي‌ إم، ومن قبل عملائهم من الشركات الكبرى.

### حقبة الحواسيب الشخصية
أصبحت ضوابط تصدير التشفير قضية عامة مع ظهور الحواسيب الشخصية. كان نظام التشفير بي جي بي الذي طوره فيل زيمرمان وتوزيعه عبر الإنترنت عام 1991 أول تحدٍ كبير "على مستوى الأفراد" للقيود المفروضة على تصدير التشفير. أدى نمو التجارة الإلكترونية في التسعينيات إلى زيادة الضغط لتخفيف هذه القيود.
لاحقًا، تم اعتماد تقنية طبقة المقابس الآمنة من شركة نتسكيب كوسيلة لحماية معاملات بطاقات الائتمان باستخدام تشفير المفتاح العام. كانت رسائل إس إس إل مشفرة باستخدام خوارزمية آر سي فور وبمفاتيح بطول 128-بت. لم تكن لوائح تصدير الحكومة الأمريكية تسمح بتصدير أنظمة تشفير تستخدم مفاتيح بطول 128-بت.
أقصر حجم مفتاح تم السماح بتصديره دون طلب ترخيص فردي كان تشفير 40-بت، لذا طورت نتسكيب نسختين من متصفحها: "النسخة الأمريكية" ذات قوة 128-بت كاملة، و"النسخة الدولية" بمفتاح فعال مخفض إلى 40-بت. أثبت الحصول على النسخة الأمريكية أنه صعب، مما أدى إلى أن معظم المستخدمين - حتى داخل الولايات المتحدة - استعملوا النسخة الدولية. والتي كان بالإمكان كسرها خلال أيام باستخدام حاسوب شخصي واحد. حدث وضع مشابه مع لوتس نوتس لنفس الأسباب.
أدت قضية بيرنشتاين ضد الولايات المتحدة والتحديات القانونية الأخرى من قبل بيتر يونغر ومدافعين عن الخصوصية، وتوفر برامج التشفير خارج الولايات المتحدة، والانطباع السائد لدى الشركات بأن سمعة التشفير الضعيف تعرقل مبيعاتها ونمو التجارة الإلكترونية، إلى سلسلة من التخفيفات في ضوابط تصدير التشفير الأمريكية. بلغت ذروتها عام 1996 بتوقيع الرئيس بيل كلينتون على أمر تنفيذي رقم 13026 الذي نقل التشفير التجاري من قائمة الذخائر إلى قائمة مراقبة التجارة. كما نص على أن "البرمجيات لن تُعتبر أو تُعامل على أنها 'تكنولوجيا'" ضمن لوائح إدارة التصدير. سمح هذا الأمر لـ وزارة التجارة الأمريكية بوضع قواعد تسهّل تصدير البرمجيات الاحتكارية ومفتوحة المصدر التي تحتوي على تشفير، وهو ما فعلته عام 2000.

### سنوات 2000
اعتبارًا من عام 2009، كانت صادرات التشفير غير العسكري من الولايات المتحدة تحت إشراف مكتب الصناعة والأمن التابع لوزارة التجارة. لا تزال بعض القيود موجودة، حتى للمنتجات الموجهة للأسواق الجماعية، خاصة عند التصدير إلى "دول مارقة" ومنظمات إرهابية. لا تزال معدات التشفير العسكرية، والإلكترونيات المعتمدة لتمبست، والبرمجيات التشفيرية المخصصة، وحتى خدمات الاستشارات التشفيرية تتطلب ترخيص تصدير (ص. 6–7). بالإضافة إلى ذلك، يتطلب تصدير "سلع وبرمجيات ومكونات تشفير سوقية تتجاوز 64-بت" تسجيلًا لدى BIS (75 FR 36494). كما تتطلب بعض البنود مراجعة لمرة واحدة أو إشعارًا مسبقًا لـ BIS قبل التصدير لمعظم الدول. على سبيل المثال، يجب إخطار BIS قبل إتاحة الشيفرة المصدرية التشفيرية مفتوحة المصدر عبر الإنترنت، لكن لا يُطلب مراجعة. لقد تم تخفيف الضوابط مقارنة بما قبل 1996، لكنها لا تزال معقدة. تفرض دول أخرى، لا سيما المشاركة في ترتيب واسينار، قيودًا مماثلة.

### عصر الحواسيب الشخصية
أصبحت ضوابط تصدير التعمية مسألة تثير القلق العام مع ظهور الحاسوب الشخصي. كان فيل زيمرمان وبرنامج بي جي بي في نظام التعمية وتوزيعه عبر الإنترنت في عام 1991 أول تحدٍ كبير على مستوى الأفراد لضوابط تصدير التعمية. كما أن نمو التجارة الإلكترونية في تسعينيات القرن العشرين زاد من الضغط لتقليل القيود.
بعد ذلك بفترة وجيزة، تم اعتماد تقنية بروتوكول طبقة المقابس الآمنة الخاصة بـنتسكيب على نطاق واسع كوسيلة لحماية معاملات بطاقات الائتمان باستخدام تعمية بمفتاح عام.
كانت الرسائل المشفرة باستخدام إس إس إل تستعمل خوارزمية آر سي فور، وتستخدم مفتاحًا بطول 128 بت. ولم تكن لوائح التصدير الأمريكية تسمح بتصدير أنظمة التعمية التي تستخدم مفاتيح بطول 128 بت. في هذه المرحلة، كانت الحكومات الغربية عمليًا تتبنى موقفًا مزدوجًا تجاه التعمية؛ إذ كان يتم وضع السياسات من قبل محللي الشيفرات العسكريين المهتمين فقط بمنع أعدائهم من الوصول إلى الأسرار، ثم يتم نقل هذه السياسات إلى القطاع التجاري عبر مسؤولين مكلفين بدعم الصناعة.
أطول حجم مفتاح مسموح به للتصدير دون ترخيص فردي كان 40 بت، لذا طورت نتسكيب نسختين من متصفحها. "النسخة الأمريكية" كانت تتمتع بالقوة الكاملة 128 بت. أما "النسخة الدولية" فتم تقليص طول المفتاح الفعلي فيها إلى 40 بت عبر كشف 88 بت من المفتاح في بروتوكول إس إس إل. وقد تبيّن أن الحصول على النسخة "الأمريكية" كان مزعجًا بما يكفي لدرجة أن معظم مستخدمي الحواسيب، حتى داخل الولايات المتحدة، استعملوا النسخة "الدولية"، والتي كان يمكن كسر تعمية 40-بت فيها خلال بضعة أيام باستخدام حاسوب شخصي واحد. وحدث وضع مشابه مع برنامج لوتس نوتس لنفس الأسباب.
أدت الطعون القانونية التي قدمها بيتر جونغر وغيرهم من دعاة الحريات المدنية والخصوصية، إلى جانب توفر برامج التعمية خارج الولايات المتحدة، وانطباع العديد من الشركات أن السمعة السيئة بشأن تعمية ضعيفة تحد من مبيعاتها ونمو التجارة الإلكترونية، إلى سلسلة من تخفيفات قيود التصدير الأمريكية، بلغت ذروتها عام 1996 حين وقع الرئيس بيل كلينتون أمر تنفيذي رقم 13026 الذي نقل برامج التعمية التجارية من "قائمة الذخائر" إلى قائمة الرقابة التجارية. علاوة على ذلك، نصّ الأمر على أن "البرمجيات لا تُعتبر ولا تُعامل كـ'تكنولوجيا'" من منظور التصدير. وقد سمح هذا الأمر للولايات المتحدة بتنفيذ قواعد تسهل كثيرًا تصدير البرمجيات الاحتكارية وبرمجيات مفتوحة المصدر التي تحتوي على التعمية، وهو ما تم تنفيذه في عام 2000.

### السنوات 2000
اعتبارًا من عام 2009، أصبحت صادرات التعمية غير العسكرية من الولايات المتحدة خاضعة لسيطرة مكتب الصناعة والأمن التابع لوزارة التجارة الأمريكية. لا تزال بعض القيود موجودة، حتى بالنسبة للمنتجات السوقية الشائعة، خصوصًا فيما يتعلق بالتصدير إلى "دولة مارقة" ومنظمات إرهابية. ولا تزال معدات التعمية ذات الطابع العسكري، والإلكترونيات المعتمدة تيمبست، والبرمجيات التخصصية في التعمية، وحتى خدمات الاستشارات في التعمية، تحتاج إلى رخصة تصدير (ص. 6–7). بالإضافة إلى ذلك، يجب تسجيل منتجات التعمية لدى BIS إذا كانت تحتوي على "سلع أو برمجيات أو مكونات بتعمية تتجاوز 64 بت" (75 FR 36494). كما تتطلب بعض البنود الأخرى مراجعة لمرة واحدة أو إشعارًا إلى BIS قبل التصدير لمعظم الدول. على سبيل المثال، يجب إشعار BIS قبل نشر برمجيات التعمية مفتوحة المصدر على الإنترنت، مع أن المراجعة ليست مطلوبة. على الرغم من أن اللوائح أصبحت أقل صرامة مقارنة بفترة ما قبل 1996، إلا أنها لا تزال معقدة. وتفرض دول أخرى، وخصوصًا المشارِكة في اتفاق واسينار، قيودًا مشابهة.

## تصدير التعمية من بريطانيا
حتى عام 1996، كانت حكومة المملكة المتحدة ترفض منح تراخيص تصدير للمصدرين ما لم يستخدموا شيفرات ضعيفة أو مفاتيح قصيرة، وكانت عمومًا تعارض التعمية العملية العامة. وقد أدى نقاش حول التعمية في هيئة الخدمات الصحية الوطنية إلى ظهور هذه السياسات للعلن.

## إشارات الهواتف المحمولة

### شريحة كليبر
صُممت شريحة كليبر لصالح وكالة الأمن القومي الأمريكية في تسعينيات القرن العشرين لاستخدامها في الهواتف الأرضية الآمنة، حيث كانت تطبق تقنيات تعمية مع وجود باب خلفي معلن للحكومة الأمريكية. حاولت الحكومة الأمريكية دفع الشركات المصنعة لتبني الشريحة، لكن دون جدوى. وفي الأثناء، أصبحت برامج التعمية الأقوى متاحة عالميًا. كما كشف الأكاديميون عن ثغرات قاتلة في بروتوكول الباب الخلفي الخاص بالشريحة. وقد تم التخلي عن هذا المشروع نهائيًا بحلول عام 1996.

### أيه5/1
أيه5 /1 (بالإنجليزية: A5/1) هو معمي التدفق يُستخدم لتوفير خصوصية الاتصالات عبر الأثير في معيار النظام العالمي لاتصالات الهواتف المحمولة هاتف محمول.
أفاد الباحث الأمني روس جاي أندرسون في عام 1994 أن "خلافًا كبيرًا حصل بين أجهزة استخبارات الإشارات التابعة لحلف شمال الأطلسي في منتصف الثمانينيات حول ما إذا كان يجب أن يكون تشفير GSM قويًا أم لا. الألمان قالوا إنه يجب أن يكون كذلك، لأنهم يشاركون حدودًا طويلة مع حلف وارسو؛ لكن الدول الأخرى لم تكن تشاطرهم هذا الرأي، والخوارزمية التي تم اعتمادها في الميدان هي تصميم فرنسي."
وفقًا للبروفيسور يان أريل أودستاد، في عملية التقييس التي بدأت عام 1982، كان من المقترح أن يكون طول مفتاح A5/1 هو 128 بت. في ذلك الوقت، كان يُتوقع أن يكون 128 بت آمنًا لمدة 15 سنة على الأقل. ويُقدَّر الآن أن 128 بت لا يزال آمنًا حتى عام 2014. أودستاد، وبيتر فان دير أرند، وتوماس هاوغ يقولون إن البريطانيين أصروا على تشفير أضعف، وذكر هاوغ أنه أُبلغ من قبل المندوب البريطاني أن هذا من أجل تمكين جهاز الاستخبارات البريطاني من التنصت بسهولة أكبر. اقترح البريطانيون طول مفتاح قدره 48 بت، بينما أراد الألمان الغربيون تشفيرًا أقوى للحماية من تجسس الألمان الشرقيين، فكان الحل الوسط هو استخدام مفتاح طوله 56 بت. بشكل عام، فإن مفتاحًا بطول 56 بت هو {\displaystyle 2^{128-56}=2^{72}=4.7\times 10^{21}} مرة أسهل في الكسر من مفتاح بطول 128 بت.

## تحديات معيار تشفير البيانات
خوارزمية التشفير المستخدمة على نطاق واسع معيار تعمية البيانات كانت مخططة في الأصل من قبل شركة آي بي إم أن تكون بحجم مفتاح 128 بت؛ لكن وكالة الأمن القومي الأمريكية ضغطت من أجل أن يكون طول المفتاح 48 بت. وكان الحل الوسط هو استخدام مفتاح بطول 64 بت، منها 8 بتات للمطابقة (parity)، مما جعل القيمة الفعلية للأمان 56 بت. اعتُبر DES غير آمن منذ عام 1977، وتُظهر الوثائق التي تسرّبت عام 2013 ضمن كشف التنصت العالمي أن وكالة الأمن القومي الأمريكية كانت قادرة على كسره بسهولة، ومع ذلك كان لا يزال يُوصى باستخدامه من قبل المعهد الوطني للمعايير والتقانة. كانت تحديات معيار تشفير البيانات سلسلة من مسابقات هجوم البحث الشامل التي أنشأتها آر إس إيه للأمن المعلوماتي لتسليط الضوء على ضعف الأمان الذي يوفره معيار تعمية البيانات. وكجزء من فك الشيفرة بنجاح للرسائل المشفَّرة بمعيار تشفير البيانات، قامت مؤسسة EFF ببناء حاسوب متخصص لفك تشفير معيار تشفير البيانات أُطلق عليه اسم Deep Crack.
من المرجح أن فك تشفير DES بنجاح ساهم في جمع دعم سياسي وتقني لتوفير تشفير أكثر تطورًا في أيدي المواطنين العاديين. في عام 1997، بدأ المعهد الوطني للمعايير والتقانة معيار التعمية المتقدم، مما أدى إلى نشر معيار التعمية المتقدم (AES) عام 2000. لا يزال AES يُعتبر آمنًا حتى عام 2019، وتعتبره وكالة الأمن القومي الأمريكية قويًا بما يكفي لحماية المعلومات المصنفة على أنها "سري للغاية".

## سنودن وبرنامج بولران التابع لوكالة الأمن القومي
خوفًا من تبني التشفير على نطاق واسع، شرعت وكالة الأمن القومي في التأثير بشكل سري على معايير التشفير وإضعافها والحصول على مفاتيح رئيسية — إما عن طريق الاتفاق، أو بالقوة القانونية، أو من خلال استغلال الشبكات الحاسوبية (مخترق أمني).
وفقًا لصحيفة نيويورك تايمز: "لكن بحلول عام 2006، تشير وثيقة من وكالة الأمن القومي إلى أن الوكالة اخترقت اتصالات ثلاث شركات طيران أجنبية، ونظام حجز سفر، وقسم نووي لحكومة أجنبية، ومزود خدمة إنترنت لحكومة أخرى، من خلال كسر الشبكات الخاصة الافتراضية التي كانت تحميها. وبحلول عام 2010، كان برنامج إدج هيل، وهو جهد بريطاني مضاد للتشفير، يفك تشفير حركة مرور الشبكات الخاصة الافتراضية لـ 30 هدفًا، وكان قد حدد هدفًا بإضافة 300 هدف آخر."
كجزء من برنامج بولران، كانت وكالة الأمن القومي تعمل بنشاط أيضًا على "إدخال ثغرات في أنظمة التشفير التجارية، وأنظمة تكنولوجيا المعلومات، والشبكات، وأجهزة الاتصال الطرفية التي يستخدمها الأهداف". وقد أفادت نيويورك تايمز أن مولد الأرقام العشوائية ثنائي اي سي دي ار بي جي يحتوي على باب خلفي من وكالة الأمن القومي، مما يسمح لها بكسر التشفير الذي يعتمد عليه. بالرغم من أن Dual_EC_DRBG كان معروفًا بأنه غير آمن وبطيء منذ وقت قصير بعد نشر المعيار، وأن الباب الخلفي المحتمل من وكالة الأمن القومي تم اكتشافه في عام 2007، وكانت هناك مولدات أرقام عشوائية بديلة بدون هذه العيوب ومعتمدة ومتوفرة على نطاق واسع، استمرت آر إس أيه للأمن المعلوماتي في استخدام Dual_EC_DRBG في مجموعة أدوات BSAFE toolkit وبرنامج مدير حماية البيانات حتى سبتمبر 2013. وبينما أنكرت شركة RSA Security إدخال باب خلفي عن عمد في BSAFE، فإنها لم تقدم حتى الآن تفسيرًا لاستخدامها المستمر لـ Dual_EC_DRBG بعد أن أصبحت عيوبه واضحة في عامي 2006 و2007، ولكن تم الإبلاغ في 20 ديسمبر 2013 أن RSA قبلت دفعة بقيمة 10 ملايين دولار من وكالة الأمن القومي لجعل مولد الأرقام العشوائية الإعداد الافتراضي. وتشير وثائق مسربة من وكالة الأمن القومي إلى أن هذا الجهد كان "تحديًا في الدقة" وأن "وكالة الأمن القومي أصبحت في النهاية المحرر الوحيد" للمعيار.
بحلول عام 2010، كانت وكالة الأمن القومي قد طورت "قدرات رائدة" ضد حركة الإنترنت المشفرة. ومع ذلك، حذر مستند من GCHQ أن "هذه القدرات هي من بين أضعف ما لدى مجتمع استخبارات الإشارات، وأن الكشف غير المقصود لمجرد 'حقيقة وجودها' قد ينبه الخصم ويتسبب في فقدان فوري لتلك القدرة". وذكرت وثيقة داخلية أخرى أن "لن تكون هناك الحاجة إلى المعرفة". وقد تكهّن عدد من الخبراء، من بينهم بروس شناير وكريستوفر سوغويان، بأن الهجوم الناجح على آر سي فور، خوارزمية التشفير التي تعود لعام 1987 ولا تزال تُستخدم في ما لا يقل عن 50% من حركة مرور SSL/TLS، يُعد احتمالًا واردًا، بالنظر إلى العديد من نقاط الضعف المعروفة في RC4. كما افترض آخرون أن وكالة الأمن القومي قد حصلت على القدرة على كسر مفاتيح خوارزمية آر إس إيه العامة وطريقة ديفي وهيلمان لتبادل المفاتيح ذات طول 1024-بت. وقد أشار فريق من الباحثين إلى أن هناك استخدامًا متكررًا على نطاق واسع لبعض القيم الأولية غير المؤقتة بطول 1024-بت في تطبيقات ديفي-هيلمان، وأن وكالة الأمن القومي قامت بإجراء عمليات حساب مسبقة على هذه القيم لكسر التشفير باستخدامها في الوقت الفعلي، وهو أمر من المحتمل جدًا أن يكون ما تشير إليه "القدرات الرائدة" لوكالة الأمن القومي.
برنامج بولران مثير للجدل، لأنه يُعتقد أن وكالة الأمن القومي تقوم عمدًا بإدخال أو إبقاء ثغرات سرية تؤثر على كل من المواطنين الأمريكيين الملتزمين بالقانون بالإضافة إلى أهدافها، بموجب سياستها نوبوس. من الناحية النظرية، لدى وكالة الأمن القومي وظيفتان: منع الثغرات التي تؤثر على الولايات المتحدة، والعثور على ثغرات يمكن استخدامها ضد أهداف أمريكية؛ ولكن كما جادل بروس شناير، يبدو أن الوكالة تعطي الأولوية للعثور على (أو حتى خلق) الثغرات وإبقائها سرًا. وقد دعا بروس شناير إلى تفكيك وكالة الأمن القومي حتى لا تكون الجهة المسؤولة عن تقوية التشفير تابعة لتلك التي تسعى إلى كسر تشفير أهدافها.

## تشفير تخزين الهواتف الذكية
كجزء من تسريبات سنودن، أصبح من المعروف على نطاق واسع أن وكالات الاستخبارات كانت قادرة على تجاوز تشفير البيانات المخزنة على هواتف أندرويد وآي أو إس من خلال إصدار أوامر قانونية إلى غوغل وآبل لتجاوز التشفير في هواتف محددة. حوالي عام 2014، وكنتيجة لذلك، أعادت غوغل وآبل تصميم نظام التشفير بحيث لا تكون لديهما القدرة التقنية على تجاوزه، ولا يمكن فتحه إلا بمعرفة كلمة مرور المستخدم.
ردّ عدد من المسؤولين في إنفاذ القانون، بمن فيهم المدعي العام في عهد رئاسة باراك أوباما إريك هولدر، بإدانة شديدة، واعتبروا أنه من غير المقبول أن لا تتمكن الدولة من الوصول إلى بيانات المشتبه بهم حتى مع وجود مذكرة قضائية. في واحدة من أكثر الردود إثارة للجدل، صرّح رئيس محققي شرطة شيكاغو أن "آبل ستصبح الهاتف المفضل للمتحرشين بالأطفال". ونشرت صحيفة واشنطن بوست افتتاحية تؤكد أن "مستخدمي الهواتف الذكية يجب أن يقبلوا بأنهم ليسوا فوق القانون إذا كانت هناك مذكرة تفتيش صالحة"، واقترحت، بعد موافقتها على أن الأبواب الخلفية ستكون غير مرغوبة، إنشاء "مفتاح ذهبي" يمكن من خلاله فتح البيانات بموجب مذكرة قضائية.
استشهد مدير مكتب التحقيقات الفيدرالي، جيمس كومي، بعدد من القضايا لتبرير الحاجة إلى فك تشفير الهواتف الذكية. ومن المثير للاهتمام أنه في جميع هذه القضايا المختارة بعناية، لم يكن للهواتف الذكية أي دور في تحديد أو القبض على الجناة، ويبدو أن مكتب التحقيقات الفيدرالي لم يتمكن من العثور على حالات قوية تدعم الحاجة إلى فك تشفير الهواتف.
وصف بروس شناير الجدل حول حق تشفير الهواتف الذكية بأنه "حروب التشفير 2"، بينما أطلق عليه كوري دكتورو اسم "عودة حروب التشفير".
اقترح مشرعون في ولايتي كاليفورنيا ونيويورك مشاريع قوانين تحظر بيع الهواتف الذكية ذات التشفير غير القابل للكسر. وحتى فبراير 2016، لم يتم تمرير أي من هذه القوانين.
في فبراير 2016، حصل مكتب التحقيقات الفيدرالي على أمر قضائي يطالب آبل بإنشاء وتوقيع برمجية جديدة تمكنه من فتح آيفون 5 سي استُعيد من أحد منفذي الهجوم في هجوم سان برناردينو 2015. وقد اعترضت آبل على هذا الأمر. وفي النهاية، استعان مكتب التحقيقات الفيدرالي بطرف ثالث لفك تشفير الهاتف. انظر الخلاف بين مكتب التحقيقات الفيدرالي وآبل حول التشفير [الإنجليزية]
.
في أبريل 2016، رعت ديان فاينستاين وريتشارد بور مشروع قانون، وصفه البعض بأنه "غامض للغاية"، ومن المرجح أن يُجرّم جميع أشكال التشفير القوي.
في ديسمبر 2019، عقدت الولايات المتحدة جلسة استماع بعنوان "التشفير والوصول القانوني"، ركزت على تخزين الهواتف الذكية المشفرة. وقد شهدت الجلسة شهادة المدعي العام سيراس فانس جونيور، والأستاذ مات تيت، وإريك نوينشواندر من شركة آبل، وجاي سوليفان من فيسبوك. وصرّح رئيس اللجنة ليندسي غراهام في كلمته الافتتاحية: "كلنا نريد أجهزة تحمي خصوصيتنا"، وأضاف أنه يجب تمكين السلطات من الوصول إلى البيانات المشفرة في الأجهزة، وهدد بسن تشريع إذا لزم الأمر قائلاً: "إما أن تجدوا طريقة لفعل ذلك، أو سنفعل نحن ذلك من أجلكم".

## خدمات المراسلة المشفرة من الطرف إلى الطرف
في أكتوبر 2017، دعا نائب المدعي العام رود روزنستاين إلى استخدام "تسليم المفاتيح" تحت مسمى "التشفير المسؤول" كحل للمشكلة المستمرة المتمثلة في "الاختفاء الرقمي". يشير ذلك إلى أن أوامر التنصت والإجراءات الشرطية أصبحت غير فعالة بسبب إدراج التعمية القوية بين الطرفيات في منتجات المراسلة الشائعة. اقترح روزنستاين أن يوفر تسليم المفاتيح وسيلة لعملاء الشركات لاسترجاع بياناتهم المشفرة إذا نسوا كلمة المرور، حتى لا تُفقد إلى الأبد. ومن وجهة نظر إنفاذ القانون، سيسمح ذلك للقاضي بإصدار مذكرة تفتيش تطلب من الشركة فك تشفير البيانات؛ وبدون تسليم المفاتيح أو وسائل أخرى لإضعاف التشفير، يكون من المستحيل على مزود الخدمة الامتثال لهذا الطلب. وعلى عكس المقترحات السابقة، يُزعم أن التخزين اللامركزي للمفاتيح من قبل الشركات بدلاً من الوكالات الحكومية يُعد بمثابة ضمانة إضافية.

## الأبواب الأمامية
في عام 2015، اقترح رئيس وكالة الأمن القومي مايكل روجرز مزيدًا من اللامركزية في تسليم المفاتيح من خلال إدخال "أبواب أمامية" بدلاً من الأبواب الخلفية إلى التشفير. بهذه الطريقة، يُقسَّم المفتاح إلى نصفين: أحدهما تحتفظ به السلطات الحكومية والآخر تحتفظ به الشركة المسؤولة عن منتج التشفير. وبالتالي، ستظل الحكومة بحاجة إلى مذكرة تفتيش للحصول على نصف المفتاح الخاص بالشركة، في حين لا يمكن للشركة إساءة استخدام تسليم المفاتيح للوصول إلى بيانات المستخدمين دون نصف المفتاح الخاص بالحكومة. لكن الخبراء لم ينبهروا بهذا المقترح.

## التشفير الخفيف
في عام 2018، روجت وكالة الأمن القومي لاستخدام "التشفير الخفيف"، لا سيما خوارزميتي سيمون وسبيك، لأجهزة إنترنت. ومع ذلك، فشلت محاولة اعتماد هذه الخوارزميات كمعيار من قبل منظمة ISO بسبب الانتقادات الشديدة التي أثارها مجلس خبراء التشفير، ما أثار مخاوف من أن وكالة الأمن القومي قد تكون لديها معرفة غير معلنة بكيفية كسرها.

## دعوة المملكة المتحدة عام 2015 لحظر التعمية غير المزودة بأبواب خلفية
عقب الهجوم على صحيفة شارلي إبدو في عام 2015، وهو هجوم إرهابي، دعا رئيس وزراء المملكة المتحدة الأسبق ديفيد كاميرون إلى حظر التشفير غير المزود بأبواب خلفية، قائلاً إنه لا ينبغي أن تكون هناك "وسائل اتصال" لا يمكن للحكومة قراءتها. وقد دعم الرئيس الأمريكي باراك أوباما موقف كاميرون. لا يبدو أن هذه الدعوة أسفرت عن أي تشريع أو تغييرات في الوضع الراهن الذي يتيح استخدام التشفير غير المزود بأبواب خلفية قانونيًا.

## مشروع قانون القضاء على الإساءة والإهمال المتفشي للتقنيات التفاعلية
ينص قانون "القضاء على الإساءة والإهمال المتفشي للتقنيات التفاعلية" لعام 2020 على تشكيل لجنة وطنية مكونة من 19 عضوًا تقوم بوضع مجموعة من إرشادات "أفضل الممارسات" التي يجب على مزودي التكنولوجيا الالتزام بها من أجل "كسب" الحصانة (التي كانت تُمنح تقليديًا "تلقائيًا" بموجب المادة 230 من قانون آداب الاتصالات) من المسؤولية عن مواد استغلال الأطفال جنسيًا على منصاتهم. يقدمه المؤيدون كوسيلة لمعالجة هذه المواد على الإنترنت، لكنه تعرض لانتقادات من المدافعين عن التشفير لأنه من المرجح أن تشمل "أفضل الممارسات" الامتناع عن استخدام التعمية بين الطرفيات، حيث إن مثل هذا التشفير يجعل من المستحيل فحص المحتوى غير القانوني.